# Alojz Rakús
Alojz Rakús (14. května 1947 – 27. srpna 2023) byl slovenský psychiatr a politik za KDH, později za Konzervativní demokraty Slovenska, po sametové revoluci ministr zdravotnictví SR a československý poslanec Sněmovny národů Federálního shromáždění, na přelomu století poslanec Národní rady SR.

## Biografie
V roce 1962 absolvoval základní školu v Trnavě, v roce 1965 střední školu tamtéž. V roce 1971 dokončil studia na Lékařské fakultě Univerzity Komenského v Bratislavě. Následovalo postgraduální a odborné vzdělávání v oborech biomedicínská kybernetika, psychiatrie, psychoterapie a neuropsychiatrie. V roce 1999 získal titul docenta. V letech 1971–1982 působil na katedře psychiatrie Lékařské fakulty Univerzity Komenského v Bratislavě. Od roku 1982 do současnosti je pedagogem na Slovenské zdravotnické univerzitě v Bratislavě (SZU).
Po sametové revoluci se politicky angažuje. V letech 1990–1992 byl ministrem zdravotnictví Slovenské republiky (v rámci federace) v první vládě V. Mečiara a vládě J. Čarnogurského. Ve volbách roku 1992 byl za KDH zvolen do slovenské části Sněmovny národů. Ve Federálním shromáždění setrval do zániku Československa v prosinci 1992. V parlamentních volbách na Slovensku roku 1998 byl zvolen poslancem Národní rady Slovenské republiky za KDH (respektive za platformu Slovenská demokratická koalícia). Členem KDH byl v letech 1990-2008. Od roku 2008 přešel do formace Konzervatívni demokrati Slovenska. Za ni neúspěšně kandidoval do Národní rady v parlamentních volbách na Slovensku roku 2012 na kandidátní listině strany Obyčejní lidé a nezávislé osobnosti.
Bydlí v Bratislavě, profesně působí jako lékař a psychiatr. Je přednostou Psychiatrické kliniky Slovenské zdravotnické univerzity a FNsP v Bratislavě a vedoucím katedry psychiatrie na SZU Bratislava, zástupce přednosty Ústavu neuropsychiatrie, od roku 2006 i proděkan pro vědu a výzkum Fakulty zdravotnických specializačních studií SZU v Bratislavě. Je členem četných odborných a profesních sdružení. V letech 1990–2000 vedl jako předseda Svaz křesťanských lékařů a zdravotníků. V letech 1994–2002 byl předsedou Slovenské psychiatrické společnosti. Publikuje v odborných periodikách. V rámci lékařské komunity patří k zastáncům konzervativních hodnot a nevylučuje možnost léčby homosexuality.
Zemřel 27. srpna 2023 ve věku 76 let.